# Stephen Huss
Stephen Huss (ur. 10 grudnia 1975 w Bendigo) – australijski tenisista, zwycięzca Wimbledonu 2005 w grze podwójnej.

## Kariera tenisowa
Karierę tenisową rozpoczął w roku 2000, a zakończył w 2011 po US Open.
Wraz ze swoim południowoafrykańskim partnerem Wesleyem Moodie w roku 2005 wygrał wielkoszlemowy Wimbledon w grze podwójnej, przechodząc na samym początku eliminacje. W drodze po tytuł para pokonała pięć rozstawionych par deblowych, w tym najwyżej rozstawionych Jonasa Björkmana z Maksem Mirnym (w półfinale), a w finale amerykańskich bliźniaków Mike'a i Boba Bryanów. Dzięki zwycięstwu na wimbledońskich kortach debel awansował w rankingu o 68 miejsc – ze 101. na 33. pozycję.
Oprócz triumfu w Londynie Australijczyk zwyciężył w 3 innych zawodach z cyklu ATP World Tour, a także awansował do 8 finałów.
W rankingu gry pojedynczej Huss najwyżej był na 807. miejscu (19 marca 2001), a w klasyfikacji gry podwójnej na 21. pozycji (26 czerwca 2006).

### Finały w turniejach ATP World Tour
| Legenda                                      |
| -------------------------------------------- |
| Wielki Szlem                                 |
| Igrzyska olimpijskie                         |
| Tennis Masters Cup / ATP Finals              |
| ATP Masters Series / ATP Tour Masters 1000   |
| ATP International Series Gold / ATP Tour 500 |
| ATP International Series / ATP Tour 250      |

#### Gra podwójna (4–8)
| Końcowy wynik | Nr | Data                 | Turniej           | Nawierzchnia    | Partner         | Przeciwnicy                       | Wynik finału             |
| ------------- | -- | -------------------- | ----------------- | --------------- | --------------- | --------------------------------- | ------------------------ |
| Zwycięzca     | 1. | 14 kwietnia 2002     | Casablanca        | Ceglana         | Myles Wakefield | Martín García Luis Lobo           | 6:4, 6:2                 |
| Zwycięzca     | 2. | 2 lipca 2005         | Wimbledon, Londyn | Trawiasta       | Wesley Moodie   | Bob Bryan Mike Bryan              | 7:6(4), 6:3, 6:7(2), 6:3 |
| Finalista     | 1. | 30 października 2005 | Bazylea           | Dywanowa (hala) | Wesley Moodie   | Agustín Calleri Fernando González | 5:7, 5:7                 |
| Finalista     | 2. | 4 lutego 2007        | Delray Beach      | Twarda          | James Auckland  | Hugo Armando Xavier Malisse       | 3:6, 7:6(4), 5–10        |
| Finalista     | 3. | 7 października 2007  | Tokio             | Twarda          | Frank Dancevic  | Jordan Kerr Robert Lindstedt      | 4:6, 4:6                 |
| Zwycięzca     | 3. | 28 września 2008     | Pekin             | Twarda          | Ross Hutchins   | Ashley Fisher Bobby Reynolds      | 7:5, 6:4                 |
| Finalista     | 4. | 12 października 2008 | Moskwa            | Twarda (hala)   | Ross Hutchins   | Serhij Stachowski Potito Starace  | 6:7(4), 6:2, 6–10        |
| Finalista     | 5. | 26 października 2008 | Lyon              | Dywanowa (hala) | Ross Hutchins   | Michaël Llodra Andy Ram           | 3:6, 7:5, 8–10           |
| Finalista     | 6. | 6 kwietnia 2009      | Miami             | Twarda          | Ashley Fisher   | Maks Mirny Andy Ram               | 7:6(4), 2:6, 7–10        |
| Finalista     | 7. | 11 kwietnia 2010     | Houston           | Ceglana         | Wesley Moodie   | Bob Bryan Mike Bryan              | 3:6, 5:7                 |
| Zwycięzca     | 4. | 1 listopada 2010     | Montpellier       | Twarda (hala)   | Ross Hutchins   | Marc López Eduardo Schwank        | 6:2, 4:6, 10–7           |
| Finalista     | 8. | 15 stycznia 2011     | Auckland          | Twarda          | Johan Brunström | Marcel Granollers Tommy Robredo   | 4:6, 6:7(6)              |